# 一畑巴士
一畑巴士為位於日本島根縣松江市的交通運輸公司，為一畑電氣鐵道的子公司；其經營項目包括路線客運、長途高速客運、觀光巴士及遊覽車租賃，營業範圍則以位於島根縣東部的松江市、出雲市、雲南市及鳥取縣的境港市為主。
目前旗下的客運路線都還無法使用日本通用的非接觸式的智慧卡形式車票，僅能使用島根縣周邊客運業者共同發行的共通巴士卡，2019年已規劃導入使用JR西日本的ICOCA。

## 歷史
1999年一畑電氣鐵道規劃將松江及出雲的路線客運業務拆分出獨立營運，因而設立一畑巴士，並於2000年完成業務的轉讓開始營業。
最初遊覽車的業務仍繼續由一畑電氣鐵道的觀光部負責，2006年一畑電氣鐵道將遊覽車業務先依據地區分別轉給其子公司松江一畑交通及出雲一畑交通，2015年才將其中的大型遊覽車業務集中轉移至一畑巴士。

## 經營路線
高速巴士
- 素戔嗚尊號（日语：スサノオ号）：出雲 - 松江 - 東京
（與中國JR巴士共同營運）
- 國引號（日语：くにびき号 (高速バス)）：出雲 - 松江 - 大阪
（與中國JR巴士、阪急巴士（日语：阪急バス）共同營運）
- 桃太郎快車（日语：ももたろうエクスプレス）：出雲 - 松江 - 米子 - 岡山
（與兩備巴士、中鐵巴士（日语：中鉄バス）、中國JR巴士、日之丸巴士（日语：日ノ丸自動車）共同營運）
- 大箭號（日语：グランドアロー号）：松江 - 廣島
（與廣電巴士（日语：広電バス）共同營運）
- 尊號（日语：みこと号）：出雲 - 廣島
（與中國JR巴士共同營運）

過去也曾開設往福岡、尾道、福山、京都、鳥取的高速巴士。
接駁巴士
包括隱岐汽船在美保關町七類港和境港市境港至松江車站的接駁、境港車站至松江車站和松江宍道湖溫泉車站的接駁。
一般路線客運
範圍包括松江市內及出雲市內。

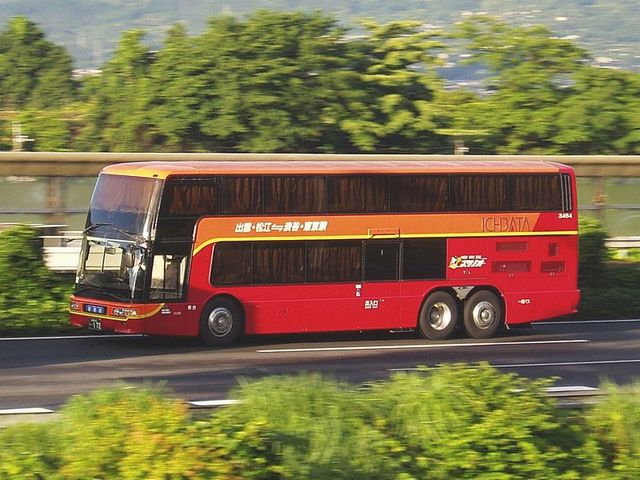
高速巴士「素戔嗚尊號」使用的車輛
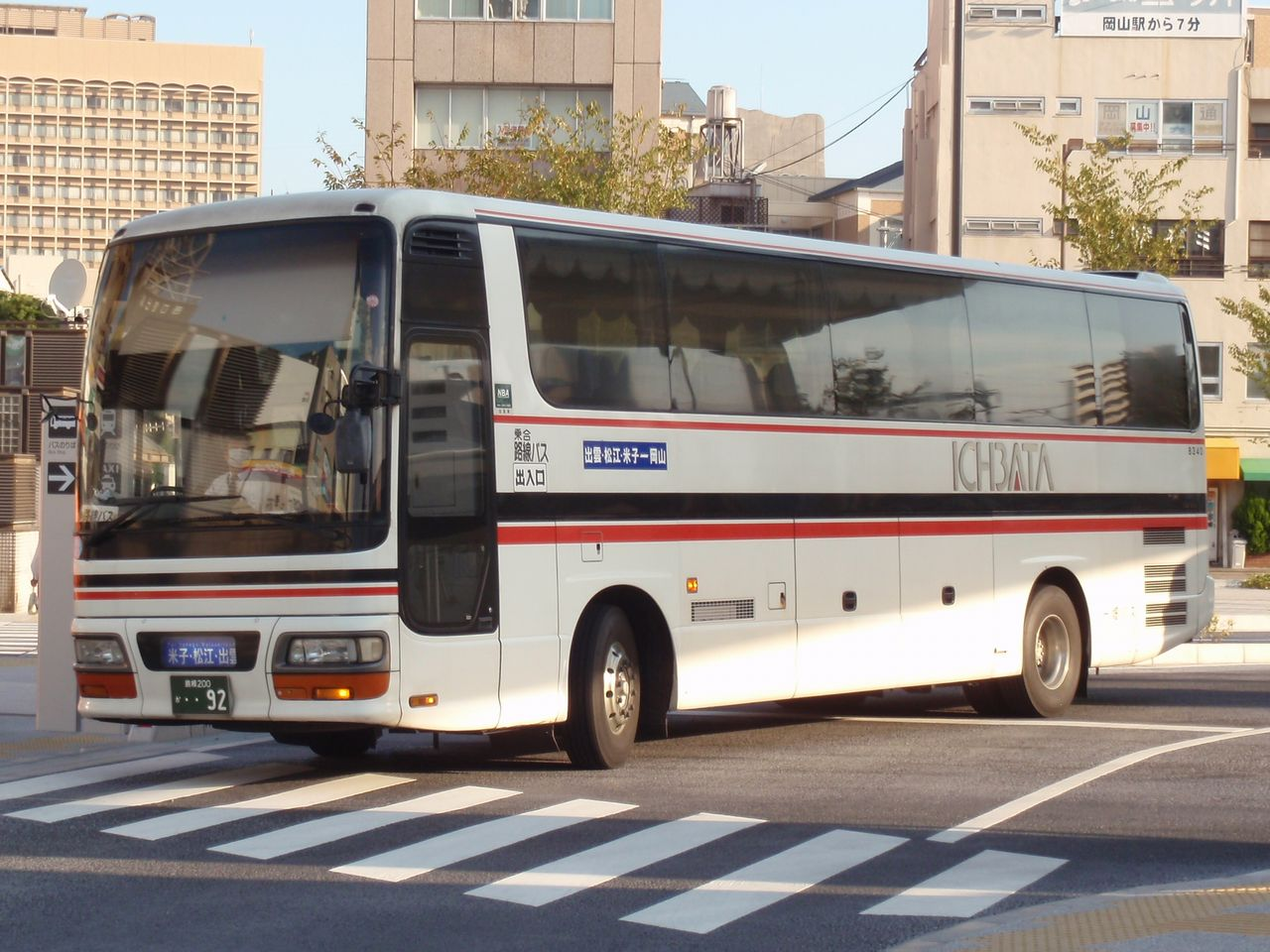
高速巴士使用的車輛
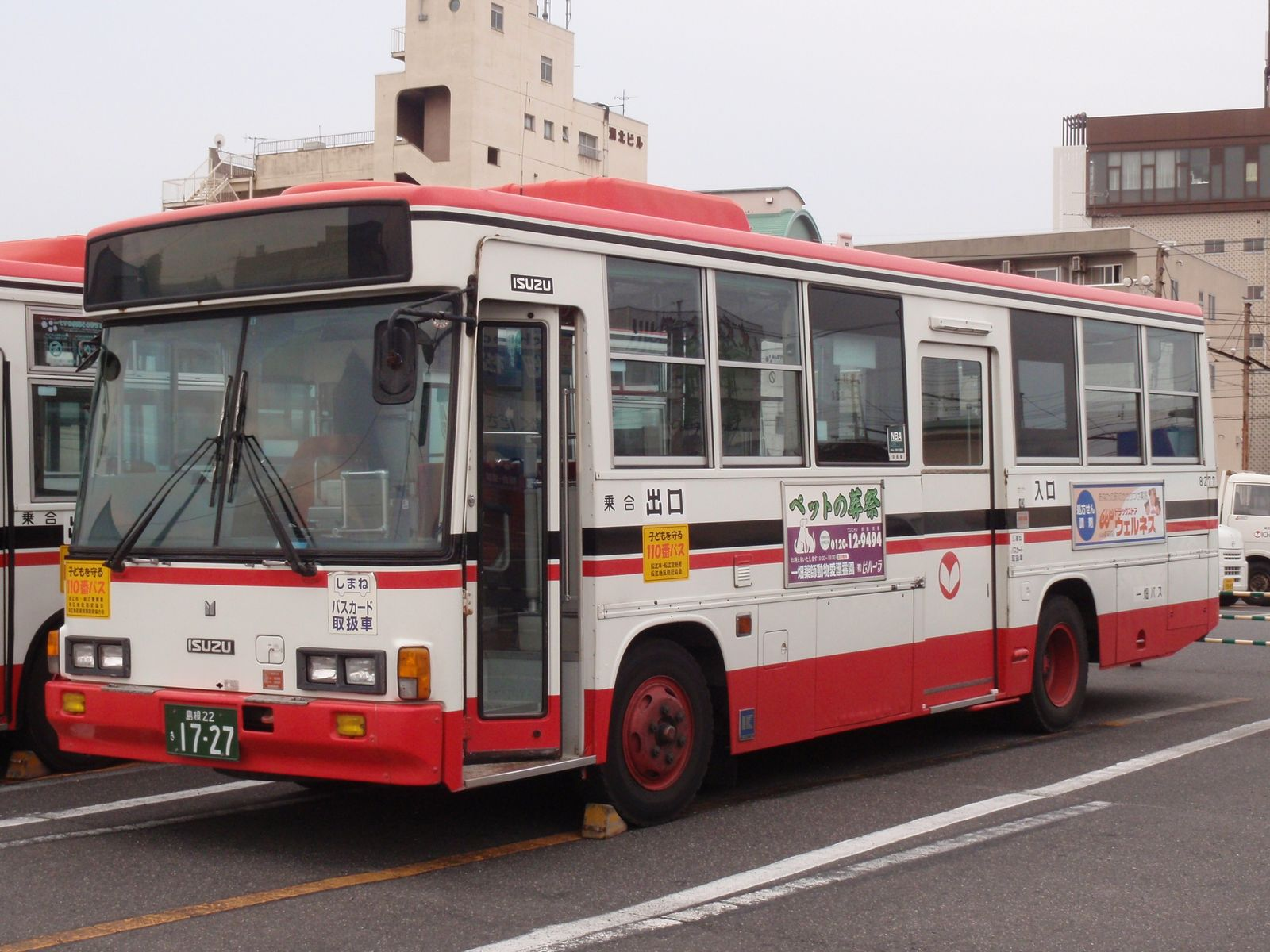
路線客運使用的車輛
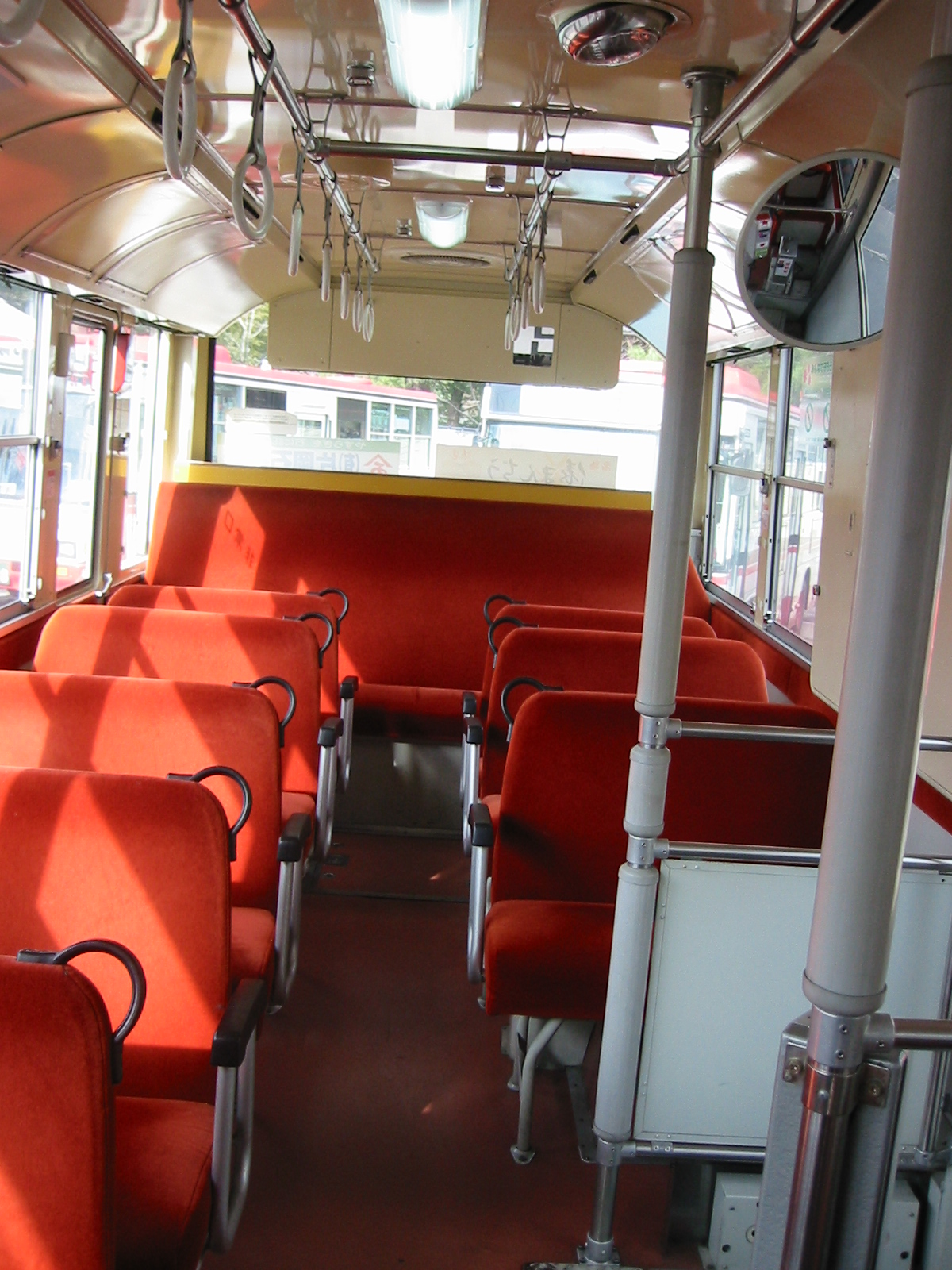
路線客運內部